# 明苔蛾属
明苔蛾属（学名：Hemipsilia）为裳蛾科的一个属。

## 下属物种
本属包括以下物种：
- 半明苔蛾 Hemipsilia coavestis Hampson, 1894
- Hemipsilia grahami Schaus, 1925